# General Hospital: Night Shift
General Hospital: Night Shift (originalmente in Italia come Notti mutevoli) è stata una soap opera statunitense in 27 puntate trasmesse per la prima volta nel corso di 2 stagioni dal 2007 al 2008.
È uno spin-off di General Hospital incentrato sulle vicende notturne di personaggi già noti o nuovi nei pressi dell'ospedale.

## Personaggi e interpreti
- Dottoressa Robin Scorpio (27 puntate, 2007-2008), interpretata da Kimberly McCullough, doppiata da Antonella Baldini.
- Dottor Patrick Drake (27 puntate, 2007-2008), interpretato da Jason Thompson, doppiato da Gabriele Patriarca.
- Epiphany Johnson (25 puntate, 2007-2008), interpretata da Sonya Eddy, doppiata da Ilaria Latini.
- Touissant DuBois (25 puntate, 2007-2008), interpretato da Billy Dee Williams, doppiato da Antonio Sanna.
- Dottor Russell Ford (14 puntate, 2007-2008), interpretato da Richard Gant, non doppiato in italiano.
- Dottoressa Saira Batra (14 puntate, 2008), interpretata da Azita Ghanizada, doppiata da Francesca Fiorentini.
- Dottor Kyle Julian (14 puntate, 2008), interpretato da Adam Grimes.
- Dottor Leo Julian (14 puntate, 2008), interpretato da Ethan Rains.
- Jagger Cates (14 puntate, 2008), interpretato da Antonio Sabàto Jr..
- Dottoressa Claire Simpson (14 puntate, 2008), interpretata da Carrie Southworth.
- Jason Morgan (13 puntate, 2007), interpretato da Steve Burton.
- Damien Spinelli (13 puntate, 2007), interpretato da Bradford Anderson.
- Jolene Crowell (13 puntate, 2007), interpretata da Amanda Baker.
- Leyla Mir (13 puntate, 2007), interpretata da Nazanin Boniadi.
- Dr.Lainey Winters (13 puntate, 2007), interpretato da Kent King.
- Kelly Lee (13 puntate, 2007), interpretata da Minae Noji.
- Dottor Leo Julian (13 puntate, 2007), interpretato da Dominic Rains.
- Regina Thompson (13 puntate, 2007), interpretato da Angel M. Wainwright.
- Dottor Andy Archer (13 puntate, 2007), interpretato da Ron Melendez.
- Cody Paul (13 puntate, 2007), interpretato da Graham Shiels.
- Barrett (13 puntate, 2007), interpretato da Hadeel Sittu.
- Robert Scorpio (12 puntate, 2008), interpretato da Tristan Rogers.
- Orderly (9 puntate, 2007), interpretato da David M. Tran.
- Ms. Iris Sneed (8 puntate, 2007), interpretato da Wendy Braun.
- Heather (7 puntate, 2007), interpretata da Erica Ellis.
- Michael 'Stone' Cates Jr. (7 puntate, 2008), interpretato da Cameron Boyce.
- Malcolm 'Mac' Scorpio (6 puntate, 2007-2008), interpretato da John J. York.
- Jordan Lovell (6 puntate, 2007), interpretato da James Harper.
- Maxie Jones (5 puntate, 2007), interpretata da Kirsten Storms.
- Stacy Sloan (5 puntate, 2007), interpretata da Alla Korot.
- Eric Whitlow (5 puntate, 2008), interpretato da Chad Allen.

## Produzione
Il serial fu ideato da Robert Guza, Jr. e Elizabeth Korte e girato a Los Angeles in California. Le musiche furono composte da Ron Cates.

### Registi
Tra i registi sono accreditati:
- Peter Brinkerhoff in 11 puntate (2008)
- Owen Renfroe in 5 puntate (2007)
- Scott McKinsey in 4 puntate (2007)
- William Ludel in 3 puntate (2007)

### Sceneggiatori
Tra gli sceneggiatori sono accreditati:
- Sri Rao in 13 puntate (2008)
- Robert Guza Jr. in 12 puntate (2007)
- Catharina Ledeboer in 10 puntate (2008)
- Elizabeth Korte in 5 puntate (2007)
- Tamar Laddy in 4 puntate (2007-2008)
- Karen Harris in 2 puntate (2007-2008)
- Emily Branden in 2 puntate (2008)
- Michael J. Cinquemani in 2 puntate (2008)

## Distribuzione
La serie fu trasmessa negli Stati Uniti dal 12 luglio 2007 al 21 ottobre 2008 sulla rete televisiva SoapNet.
In Italia la serie è stata trasmessa su Telecapri News dal 3 giugno al 30 dicembre 2013 e il 15 giugno 2015 con il titolo originale, che originalmente il titolo italiano doveva essere Notti mutevoli.